# Bergères-lès-Vertus
Bergères-lès-Vertus és un municipi francès, situat al departament del Marne i a la regió del Gran Est. L'any 2007 tenia 556 habitants.

## Demografia

### Població
El 2007 la població de fet de Bergères-lès-Vertus era de 556 persones. Hi havia 234 famílies, de les quals 60 eren unipersonals (32 homes vivint sols i 28 dones vivint soles), 95 parelles sense fills, 75 parelles amb fills i 4 famílies monoparentals amb fills.
La població ha evolucionat segons el següent gràfic:
Habitants censats

### Habitatges
El 2007 hi havia 253 habitatges, 233 eren l'habitatge principal de la família, 2 eren segones residències i 18 estaven desocupats. 234 eren cases i 17 eren apartaments. Dels 233 habitatges principals, 191 estaven ocupats pels seus propietaris, 36 estaven llogats i ocupats pels llogaters i 6 estaven cedits a títol gratuït; 1 tenia una cambra, 9 en tenien dues, 31 en tenien tres, 52 en tenien quatre i 140 en tenien cinc o més. 189 habitatges disposaven pel capbaix d'una plaça de pàrquing. A 108 habitatges hi havia un automòbil i a 112 n'hi havia dos o més.

### Piràmide de població
La piràmide de població per edats i sexe el 2009 era:
| Homes | Edats   | Dones |
| ----- | ------- | ----- |
| 0     | 95 o +  | 4     |
| 0     | 90 a 94 | 0     |
| 4     | 85 a 89 | 8     |
| 4     | 80 a 84 | 12    |
| 4     | 75 a 79 | 4     |
| 4     | 70 a 74 | 0     |
| 8     | 65 a 69 | 8     |
| 24    | 60 a 64 | 24    |
| 4     | 55 a 59 | 4     |
| 28    | 50 a 54 | 12    |
| 32    | 45 a 49 | 20    |
| 20    | 40 a 44 | 36    |
| 16    | 35 a 39 | 20    |
| 16    | 30 a 34 | 12    |
| 24    | 25 a 29 | 28    |
| 16    | 20 a 24 | 8     |
| 8     | 15 a 19 | 28    |
| 20    | 10 a 14 | 32    |
| 24    | 5 a 9   | 28    |
| 16    | 0 a 4   | 28    |

## Economia
El 2007 la població en edat de treballar era de 372 persones, 292 eren actives i 80 eren inactives. De les 292 persones actives 286 estaven ocupades (152 homes i 134 dones) i 6 estaven aturades (2 homes i 4 dones). De les 80 persones inactives 29 estaven jubilades, 29 estaven estudiant i 22 estaven classificades com a «altres inactius».

### Ingressos
El 2009 a Bergères-lès-Vertus hi havia 230 unitats fiscals que integraven 543,5 persones, la mediana anual d'ingressos fiscals per persona era de 24.263 €.

### Activitats econòmiques
Dels 26 establiments que hi havia el 2007, 1 era d'una empresa extractiva, 4 d'empreses alimentàries, 3 d'empreses de construcció, 9 d'empreses de comerç i reparació d'automòbils, 2 d'empreses de transport, 2 d'empreses d'hostatgeria i restauració, 1 d'una empresa immobiliària i 4 d'empreses de serveis.
Dels 5 establiments de servei als particulars que hi havia el 2009, 1 era una oficina de correu, 1 guixaire pintor, 2 empreses de construcció i 1 restaurant.
Dels 2 establiments comercials que hi havia el 2009, 1 era un supermercat i 1 una botiga de menys de 120 m².
L'any 2000 a Bergères-lès-Vertus hi havia 128 explotacions agrícoles que ocupaven un total de 715 hectàrees.

## Equipaments sanitaris i escolars
El 2009 hi havia 1 escola maternal i 1 escola elemental.

## Poblacions més properes
El següent diagrama mostra les poblacions més properes.